# Sedum laxum
Sedum laxum är en fetbladsväxtart som först beskrevs av Britt., och fick sitt nu gällande namn av Ernst Friedrich Berger. Sedum laxum ingår i Fetknoppssläktet som ingår i familjen fetbladsväxter.

## Underarter
Arten delas in i följande underarter:
- S. l. flavidum
- S. l. heckneri
- S. l. laxum

## Bildgalleri

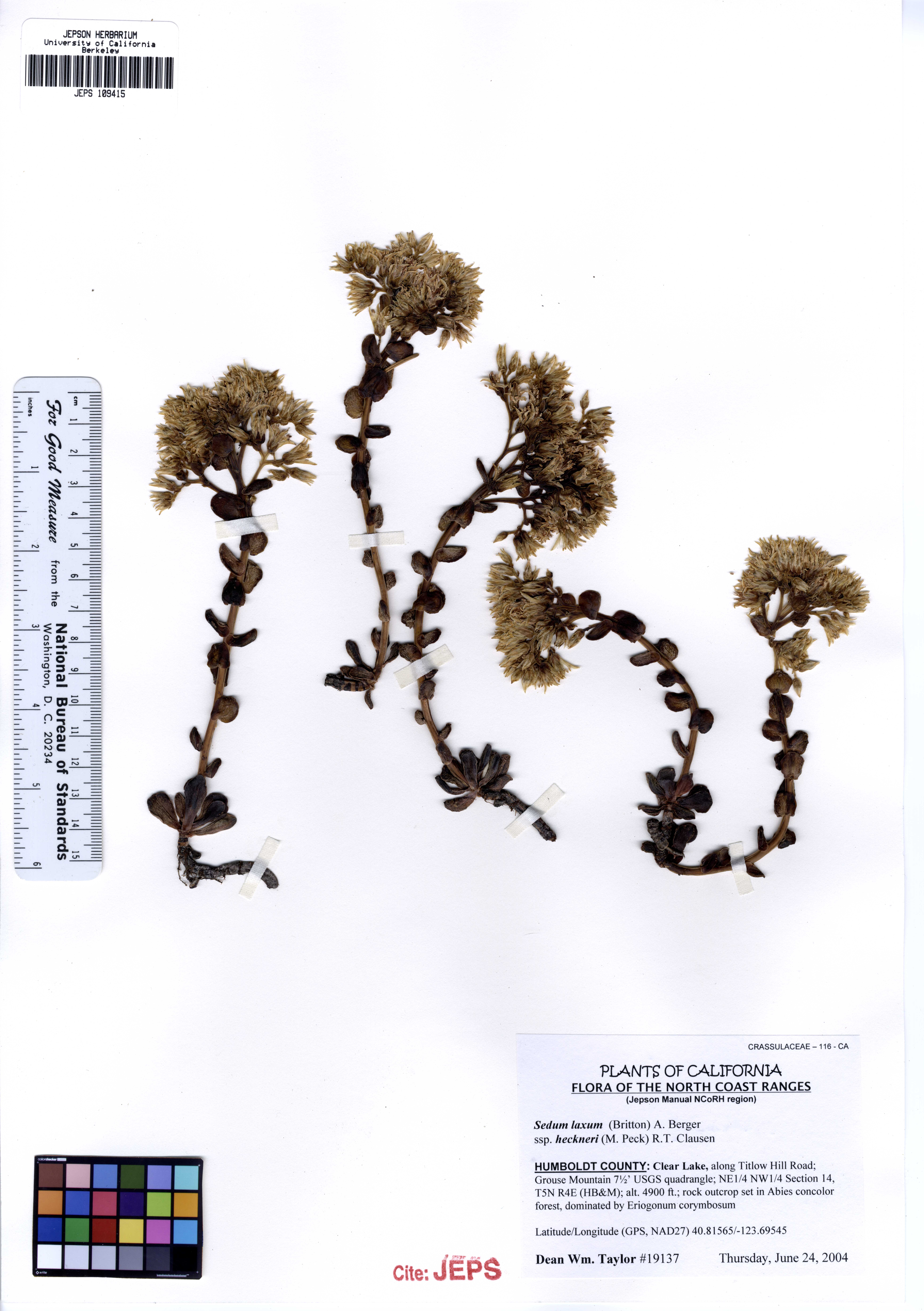